# Sān tǐ (serie televisiva)
Sān tǐ (三体S, lett. "Tre corpi") è una serie televisiva cinese tratta dal romanzo di fantascienza Il problema dei tre corpi di Liu Cixin.

## Episodi
| Stagione       | Episodi | Prima TV |
| -------------- | ------- | -------- |
| Prima stagione | 30      | 2023     |

## Riconoscimenti (parziali)
- 2023 – Asia Contents Awards & Global OTT Awards[1]
  - Candidatura per i migliori effetti visivi